# مونيا أسود
مونيا أسود (بالإنجليزية: Lonchura stygia)‏ هو نوع من الطيور من فصيلة شمعية المنقار.